# Les Baguettes magiques
Pour les articles homonymes, voir Baguettes.
Les Baguettes magiques (France) ou Parle parle, jazz jazz (Québec) (Jazzy and the Pussycats) est le 2e épisode de la saison 18 de la série télévisée d'animation Les Simpson.

## Synopsis
Les Simpson se rendent à l'église pour assister aux funérailles d'Amber, la femme qui s'était mariée à Homer à Las Vegas. Lors de la cérémonie, Bart manque d'étouffer la plupart des personnes présentes dans l'église avec une balle. À la suite de cela, Marge se fait sermonner amèrement par Helen Lovejoy et Tahiti Mel. Afin de guérir son fils de son hyperactivité, elle et Homer l'emmènent chez un psychiatre pour enfants qui leur dit que la batterie est le seul moyen de le guérir. Bart devient accro à cet instrument. Lisa emmène alors son frère dans un club de jazz pour les enfants. Des producteurs le remarquent alors, et décident d'embaucher Bart dans leur groupe, ce qui rendit Lisa folle de jalousie. Pour se consoler, Lisa décide d'abord d'acheter un animal. Face au nombre en augmentation d'animaux recueillis, elle les cache dans le grenier. Mais Bart est mordu à son bras droit par un tigre et apprend qu'il ne pourra plus jamais jouer de la batterie.